# Copa das Ilhas Cook de Futebol
Cook Islands Cup é o principal torneio eliminatório do futebol masculino de Ilhas Cook. É organizado pela CIFA.

## Campeões
- 1950: Titikaveka
- 1951-77: não houve
- 1978: Tupapa Maraerenga
- 1979: Titikaveka FC
- 1980: Matavera FC
- 1981: Avatiu FC
- 1982: Avatiu FC
- 1983: Nikao Sokattack FC
- 1984: Titikaveka FC
- 1985: Arorangi FC
- 1986 á 90: não houve
- 1991: Takuvaine FC
- 1992: Avatiu FC
- 1993: Avatiu FC
- 1994: Avatiu FC
- 1995: Avatiu FC
- 1996: Avatiu FC
- 1997: Avatiu FC
- 1998: Teau-o-Tonga
- 1998-99: Tupapa Maraerenga
- 1999-00: Tupapa Maraerenga
- 2000: Avatiu FC
- 2001: Tupapa Maraerenga
- 2002: Nikao Sokattack FC
- 2003: Nikao Sokattack FC
- 2004: Tupapa Maraerenga
- 2005: Nikao Sokattack FC
- 2006: Takuvaine FC
- 2007: Nikao Sokattack FC
- 2008: Nikao Sokattack FC
- 2009: Tupapa Maraerenga
- 2010: Nikao Sokattack FC
- 2011: Nikao Sokattack FC
- 2012: Nikao Sokattack FC
- 2013: Tupapa Maraerenga[2]
- 2014: Takuvaine FC